# Camaricus formosus
Camaricus formosus là một loài nhện trong họ Thomisidae.
Loài này thuộc chi Camaricus. Camaricus formosus được Tord Tamerlan Teodor Thorell miêu tả năm 1887.

## Hình ảnh

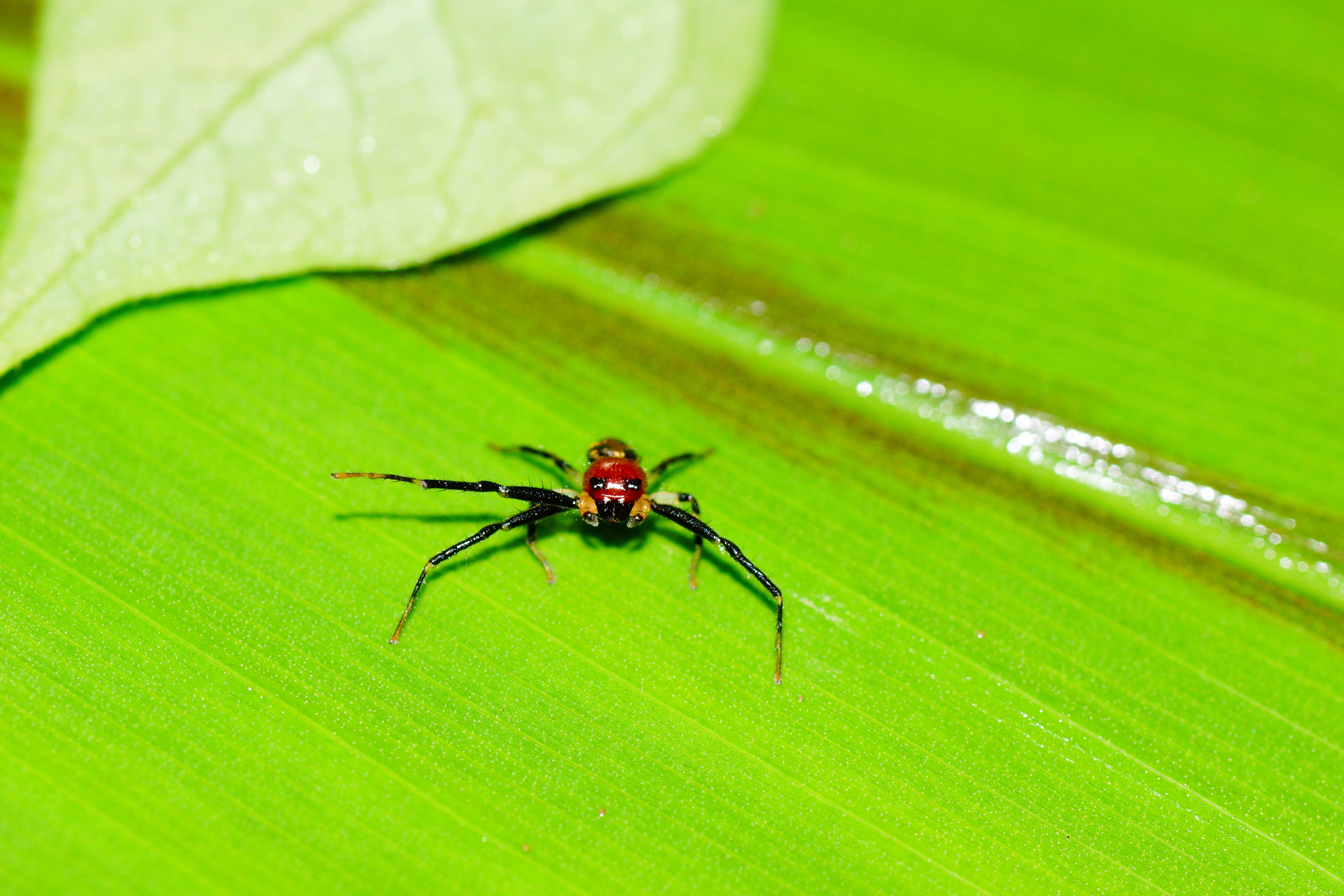
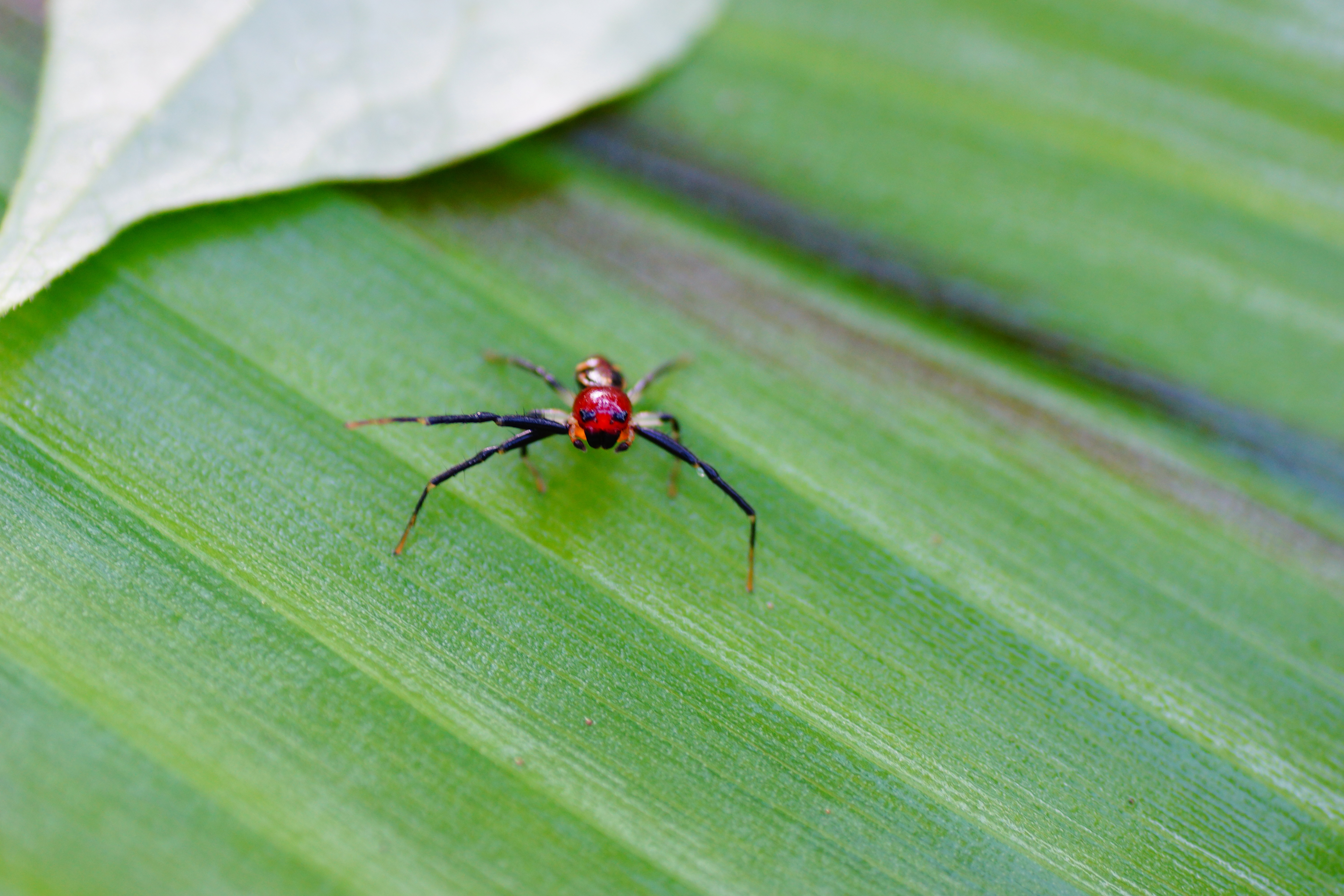